# Multiples Feld
Ein multiples Feld ist ein Begriff aus der Datenbanktheorie. Er bezeichnet einzelne Datenbankfelder, die in einem Datensatz mehrfach belegt sein können. Dabei ist die Reihenfolge der Feldbelegungen nicht von Bedeutung.

## Beispiel
In einer Datenbanktabelle, die Personen-Datensätze enthält, sollen auch die Sprachkenntnisse der einzelnen Personen in einem Datenbankfeld „Sprache“ erfasst werden.
Da eine Person verschiedene Sprachen sprechen kann, ist es erforderlich, dass in diesem Feld eine zunächst unbestimmte Anzahl an Sprachen gespeichert werden kann. Dies wird dadurch ermöglicht, dass das Feld als multipel (mehrfach belegbar) definiert wird und mit beliebig vielen verschiedenen Inhalten (z. B. „deutsch“, „englisch“, „französisch“, „spanisch“) gleichzeitig gefüllt sein darf. Auf die einzelnen Ausprägungen des Feldes wird dabei durch Angabe eines Indexwerts zugegriffen. Wird eine Ausprägung (z. B. „englisch“) gelöscht, so ändert sich der Index der nachfolgenden Feldwerte; diese „rutschen“ quasi „nach unten“.

## Multiple Felder und relationale Theorie
Die Benutzung von multiplen Feldern widerspricht der ersten Normalform der relationalen Theorie und wird daher von relationalen Datenbankmanagementsystemen nicht unterstützt. In ihnen müssen zur Aufnahme von Feldern, für die mehrfache Werte vorkommen können, zusätzliche Tabellen angelegt werden. Bei objektrelationalen Datenbanken kann dies bei Bedarf durch die Feld-Typdefinitionen Array und Vararray umgangen werden.
In der Praxis werden bei relationalen Datenbankmanagementsystemen multiple Felder oft in einem einzigen Textfeld gespeichert. Das ist vor allem dann sinnvoll, wenn abzusehen ist, dass erstens nur wenige Einzelinformationen vorkommen und zweitens die meisten Zugriffe auf das multiple Feld nur als Ganzes zugreifen, nicht aber auf seine Einzelkomponenten (siehe Rücknahme der ersten Normalform zur Denormalisierung).